# Disepalum anomalum
Disepalum anomalum är en kirimojaväxtart som beskrevs av Joseph Dalton Hooker. Disepalum anomalum ingår i släktet Disepalum och familjen kirimojaväxter. Inga underarter finns listade i Catalogue of Life.